# Щуренко Євген Валерійович
Євген Валерійович Щуренко (27 січня 1978 — 26 січня 2020) — солдат Збройних Сил України, учасник російсько-української війни.

## Короткий життєпис
Народився 27 січня 1978 року в селі Ліски Ізмаїльський район Одеської області. Мешкав у м. Кілія.
Працював трактористом, водієм.
Тож коли у серпні 2019-го пішов на службу за контрактом, цілком логічно отримав посаду старшого механіка-водія 1-го відділення 2-го взводу 1-ї роти 1-го батальйону 28-ї окремої механізованої бригади.
Загинув 26 січня 2020 року в районі міста Красногорівка на Донеччині від смертельних поранень у голову під час прямого влучення з ворожого СПГ-9 в БМП-2, яка переміщувалася по позиції ЗСУ.
Похований 30 січня в місті Кілія, Одеська область.
Залишилися мати, брат, сестра, дружина та син.

## Вшанування
Вшановується в меморіальному комплексі «Зала пам'яті», в щоденному ранковому церемоніалі 26 січня.